# Козел (річка)
Козел, Вудажка (біл. Казёл, Вудажка) — річка в Чериковському районі Могильовської області Білорусі, ліва притока річкиВудагоа (басейн Сожу).
Довжина річки 12 км. Площа водозбору 36 км². Середній нахил водної поверхні 1,5 м/км. Починається в напрямку на північний захід від агромістечка Веремейки, впадає до Вудаги за 2 км на південь від села Нарки. Водозбір у межах Оршанско-Могильовської рівнини. Біля агромістечка Веремейки на річці є ставок.
На лівому березі річки, за 2 км у напрямку на північний захід від села Нарки знаходиться археологічна пам'ятка — городище ранньої залізної доби.